# Metriopelma spinulosum
Metriopelma spinulosum är en spindelart som beskrevs av F. O. Pickard-Cambridge 1897. Metriopelma spinulosum ingår i släktet Metriopelma och familjen fågelspindlar.
Artens utbredningsområde är Guatemala. Inga underarter finns listade i Catalogue of Life.